# (21774) O'Brien
(21774) O'Brien est un astéroïde de la ceinture principale.

## Description
(21774) O'Brien est un astéroïde de la ceinture principale. Il fut découvert le 3 septembre 1999 à la station Anderson Mesa par le programme LONEOS. Il présente une orbite caractérisée par un demi-grand axe de 2,34 UA, une excentricité de 0,08 et une inclinaison de 6,7° par rapport à l'écliptique.

## Compléments